# Fitzroy Islands
Fitzroy Islands är öar i Australien. De ligger i delstaten Tasmanien, i den sydöstra delen av landet, omkring 120 kilometer väster om delstatshuvudstaden Hobart.
I omgivningarna runt Fitzroy Islands växer i huvudsak städsegrön lövskog. Genomsnittlig årsnederbörd är 1 919 millimeter. Den regnigaste månaden är juli, med i genomsnitt 234 mm nederbörd, och den torraste är februari, med 81 mm nederbörd.